# John Porter East
John Porter East (Springfield, 1931. május 5. – Greenville, 1986. június 29.) az Amerikai Egyesült Államok szenátora (Észak-Karolina, 1981–1986).